# Abdullah Iqbal
Abdullah Iqbal (in urdu عبداللہ اقبال‎?; Copenaghen, 27 luglio 2002) è un calciatore pakistano, difensore del Mjällby e della nazionale pakistana.

## Carriera

### Club
Ha iniziato la sua carriera calcistica con la maglia del B.93 ed ha debuttato il 1º maggio 2021 nell'incontro di terza divisione vinto 2-1 contro il Brabrand. Divenuto in breve tempo titolare, ha segnato il suo primo gol l'11 giugno 2023, nell'incontro vinto 2-1 contro l'Esbjerg.
L'8 agosto 2024 è stato acquistato a titolo definitivo dal Mjällby, club della prima divisione svedese.

### Nazionale
Ha giocato con le nazionale pakistana Under-23.
Ha debuttato con la nazionale maggiore il 16 novembre 2022 nell'incontro amichevole perso 1-0 contro il Nepal.

## Statistiche

### Presenze e reti nei club
Statistiche aggiornate all'11 novembre 2024.
| Stagione        | Squadra         | Campionato      | Campionato | Campionato | Coppe nazionali | Coppe nazionali | Coppe nazionali | Coppe continentali | Coppe continentali | Coppe continentali | Altre coppe | Altre coppe | Altre coppe | Totale | Totale | Totale |
| Stagione        | Squadra         | Comp            | Pres       | Reti       | Comp            | Pres            | Reti            | Comp               | Pres               | Reti               | Comp        | Pres        | Reti        | Pres   | Reti   |        |
| --------------- | --------------- | --------------- | ---------- | ---------- | --------------- | --------------- | --------------- | ------------------ | ------------------ | ------------------ | ----------- | ----------- | ----------- | ------ | ------ | ------ |
| 2020-2021       | B.93            | 2D              | 6          | 0          | CD              | 0               | 0               | -                  | -                  | -                  | -           | -           | -           | 6      | 0      |        |
| 2021-2022       | B.93            | 2D              | 28         | 0          | CD              | 2               | 0               | -                  | -                  | -                  | -           | -           | -           | 30     | 0      |        |
| 2022-2023       | B.93            | 2D              | 22         | 1          | CD              | 1               | 0               | -                  | -                  | -                  | -           | -           | -           | 23     | 1      |        |
| 2023-2024       | B.93            | 1D              | 29         | 0          | CD              | 1               | 0               | -                  | -                  | -                  | -           | -           | -           | 30     | 0      |        |
| lug.-ago. 2024  | B.93            | 1D              | 2          | 0          | CD              | 0               | 0               | -                  | -                  | -                  | -           | -           | -           | 2      | 0      |        |
| Totale B.93     | Totale B.93     | Totale B.93     | 87         | 1          |                 | 4               | 0               |                    | -                  | -                  |             | -           | -           | 91     | 1      |        |
| 2024            | Mjällby         | A               | 3          | 0          | CS+CS           | 0+1             | 0               | -                  | -                  | -                  | -           | -           | -           | 4      | 0      |        |
| Totale carriera | Totale carriera | Totale carriera | 90         | 1          |                 | 5               | 0               |                    | -                  | -                  |             | -           | -           | 95     | 1      |        |

### Cronologia presenze e reti in nazionale
| Cronologia completa delle presenze e delle reti in nazionale ― Pakistan | Cronologia completa delle presenze e delle reti in nazionale ― Pakistan | Cronologia completa delle presenze e delle reti in nazionale ― Pakistan | Cronologia completa delle presenze e delle reti in nazionale ― Pakistan | Cronologia completa delle presenze e delle reti in nazionale ― Pakistan | Cronologia completa delle presenze e delle reti in nazionale ― Pakistan | Cronologia completa delle presenze e delle reti in nazionale ― Pakistan | Cronologia completa delle presenze e delle reti in nazionale ― Pakistan |
| Data                                                                    | Città                                                                   | In casa                                                                 | Risultato                                                               | Ospiti                                                                  | Competizione                                                            | Reti                                                                    | Note                                                                    |
| ----------------------------------------------------------------------- | ----------------------------------------------------------------------- | ----------------------------------------------------------------------- | ----------------------------------------------------------------------- | ----------------------------------------------------------------------- | ----------------------------------------------------------------------- | ----------------------------------------------------------------------- | ----------------------------------------------------------------------- |
| 16-11-2022                                                              | Kathmandu                                                               | Nepal                                                                   | 1 – 0                                                                   | Pakistan                                                                | Amichevole                                                              | -                                                                       |                                                                         |
| 21-3-2023                                                               | Male                                                                    | Maldive                                                                 | 1 – 0                                                                   | Pakistan                                                                | Amichevole                                                              | -                                                                       |                                                                         |
| 14-6-2023                                                               | Saint Pierre                                                            | Pakistan                                                                | 0 – 1                                                                   | Kenya                                                                   | Amichevole                                                              | -                                                                       |                                                                         |
| 17-6-2023                                                               | Saint Pierre                                                            | Gibuti                                                                  | 3 – 1                                                                   | Pakistan                                                                | Amichevole                                                              | -                                                                       |                                                                         |
| 21-6-2023                                                               | Bangalore                                                               | India                                                                   | 4 – 0                                                                   | Pakistan                                                                | Coppa SAFF – 1º turno                                                   | -                                                                       |                                                                         |
| 24-6-2023                                                               | Bangalore                                                               | Pakistan                                                                | 0 – 4                                                                   | Kuwait                                                                  | Coppa SAFF – 1º turno                                                   | -                                                                       |                                                                         |
| 27-6-2023                                                               | Bangalore                                                               | Nepal                                                                   | 1 – 0                                                                   | Pakistan                                                                | Coppa SAFF – 1º turno                                                   | -                                                                       | 29’                                                                     |
| 12-10-2023                                                              | Phnom Penh                                                              | Cambogia                                                                | 0 – 0                                                                   | Pakistan                                                                | Qual. Mondiali 2026                                                     | -                                                                       |                                                                         |
| 17-10-2023                                                              | Islamabad                                                               | Pakistan                                                                | 1 – 0                                                                   | Cambogia                                                                | Qual. Mondiali 2026                                                     | -                                                                       | 71’                                                                     |
| 16-11-2023                                                              | Hofuf                                                                   | Arabia Saudita                                                          | 4 – 0                                                                   | Pakistan                                                                | Qual. Mondiali 2026                                                     | -                                                                       |                                                                         |
| 21-11-2023                                                              | Islamabad                                                               | Pakistan                                                                | 1 – 6                                                                   | Tagikistan                                                              | Qual. Mondiali 2026                                                     | -                                                                       |                                                                         |
| 21-3-2024                                                               | Islamabad                                                               | Pakistan                                                                | 0 – 3                                                                   | Giordania                                                               | Qual. Mondiali 2026                                                     | -                                                                       | 81’                                                                     |
| 6-6-2024                                                                | Islamabad                                                               | Pakistan                                                                | 0 – 3                                                                   | Arabia Saudita                                                          | Qual. Mondiali 2026                                                     | -                                                                       |                                                                         |
| 11-6-2024                                                               | Dushanbe                                                                | Tagikistan                                                              | 3 – 0                                                                   | Pakistan                                                                | Qual. Mondiali 2026                                                     | -                                                                       |                                                                         |
| Totale                                                                  |                                                                         | Presenze                                                                | 14                                                                      |                                                                         | Reti                                                                    | 0                                                                       |                                                                         |